# Narancsszárnyú amazon
A narancsszárnyú amazon (Amazona amazonica), korábban venezuelai amazon, a madarak osztályának papagájalakúak (Psittaciformes)  rendjébe és a papagájfélék (Psittacidae) családjába és az araformák (Arinae) alcsaládjába tartozó faj.

## Előfordulása
Ecuador, Francia Guyana, Guyana, Suriname, Trinidad és Tobago, Brazília, Bolívia, Kolumbia, Peru, és Venezuela területén honos. 
Betelepítették Puerto Rico szigetére is. Magasabb területen lévő erdők lakója.

## Megjelenése
Testhossza 31-33 centiméter, testtömege 340 gramm. Tollazata zöld, a tollvégek sötétebb árnyalatúak. A homloka, a kantárja és a szem feletti része égszínkék. A torka a fejtetője és az arci része sárga. A szárny piros, kékkel és feketével díszített. A szeme piros, a csőr világos szaruszínű, de a kampó feketés.
|  |

## Életmódja
Kisebb csapatokban magokkal, gyümölcsökkel, és virágokkal táplálkozik.

## Szaporodása
Magas fák odvaiba fészkel. Fészekalja 2-5 tojásból áll, melyen a tojó 26-28 napig kotlik, a hím eteti őket. A fiókák kirepülési ideje 50-60 nap.